# Chiesa di Santa Maria Consolatrice (Roma)
La chiesa di Santa Maria Consolatrice è un luogo di culto cattolico di Roma, situato nella piazza omonima del popolare quartiere di Casal Bertone (Municipio IV).

## Storia
La chiesa venne dificata negli anni 1942-1945 su un declivio della collina intorno alla quale sorge il quartiere, e riportò numerosi danni durante la costruzione a causa dei bombardamenti alleati su Roma del 1943 e 1944.
Il 14 luglio 1945, terminati i lavori di costruzione, dalla cappellina esistente da ormai un decennio nell'attiguo palazzo dove i frati della basilica di San Lorenzo fuori le mura officiavano la messa domenicale per i fedeli del quartiere, la venerata immagine di Maria Consolatrice (copia dell'originale esposto nell'omonimo santuario torinese) fu portata in processione nella nuova chiesa.
Lo stesso giorno la chiesa fu benedetta dal vicegerente monsignor Luigi Traglia. La chiesa era stata eretta a parrocchia il 21 maggio precedente con il decreto del cardinale vicario Francesco Marchetti Selvaggiani "Pastoris vigilantis", ricavando il territorio parrocchiale da quello della stessa basilica di San Lorenzo che all'epoca si estendeva dal quartiere San Lorenzo fino a Settecamini.
Titolo cardinalizio dal 1975, in seguito alla morte del primo titolare Jérôme Louis Rakotomalala (arcivescovo di Antananarivo), nel 1977 fu nominato cardinale titolare della chiesa di Santa Maria Consolatrice l'arcivescovo di Monaco-Frisinga Joseph Ratzinger, futuro papa Benedetto XVI, che ha sempre mantenuto stretti legami con la parrocchia. Dopo la sua elezione il Papa ha voluto scegliere Santa Maria Consolatrice per la sua prima visita a una parrocchia, il 18 dicembre 2005, seguendo le precedenti visite papali nella parrocchia da parte di papa Paolo VI (1º marzo 1964) e papa Giovanni Paolo II (1995). Papa Francesco ha visitato la parrocchia il 23 giugno 2019, in occasione della solennità del Corpus Domini.

## Descrizione

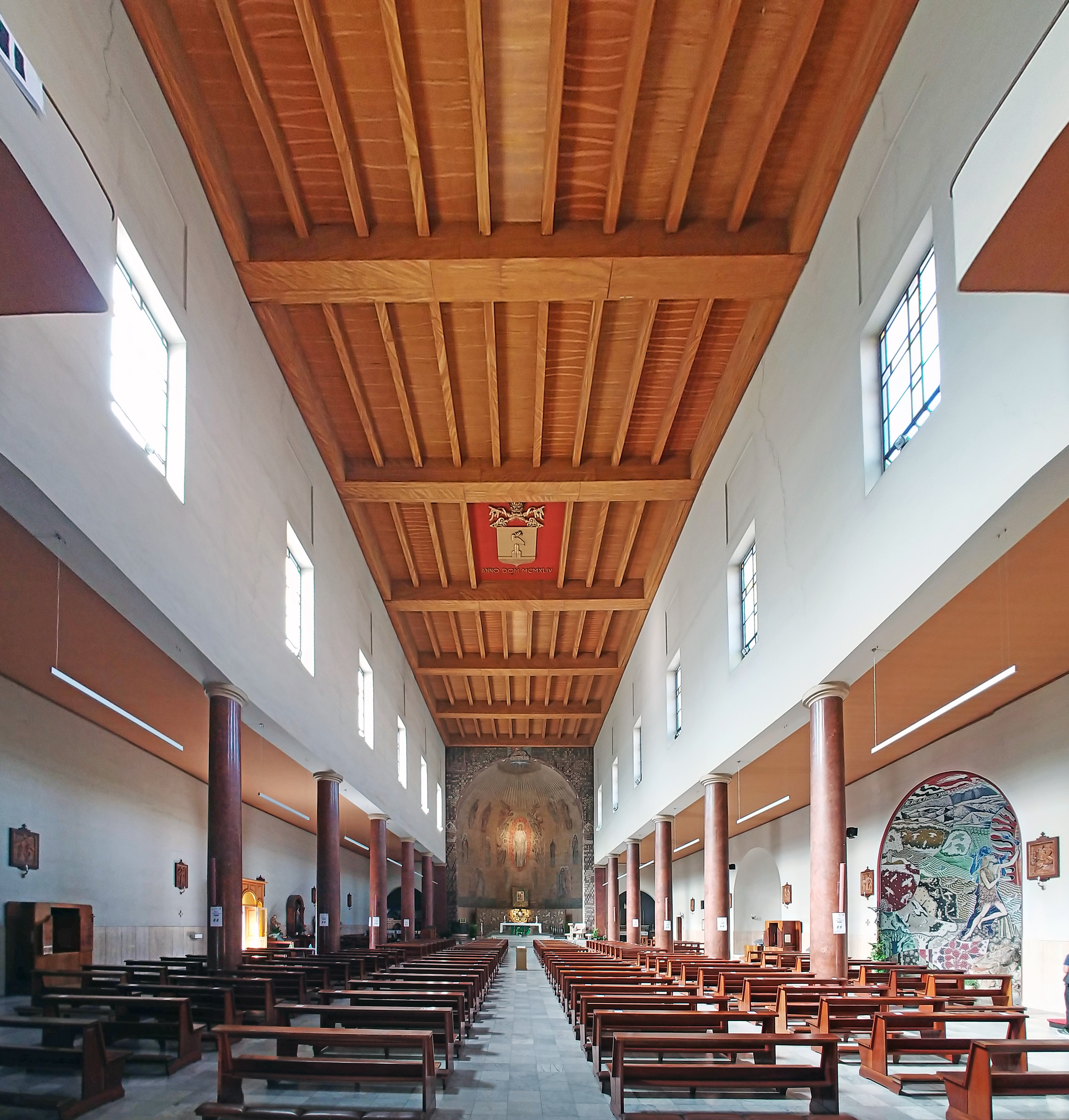
L'interno

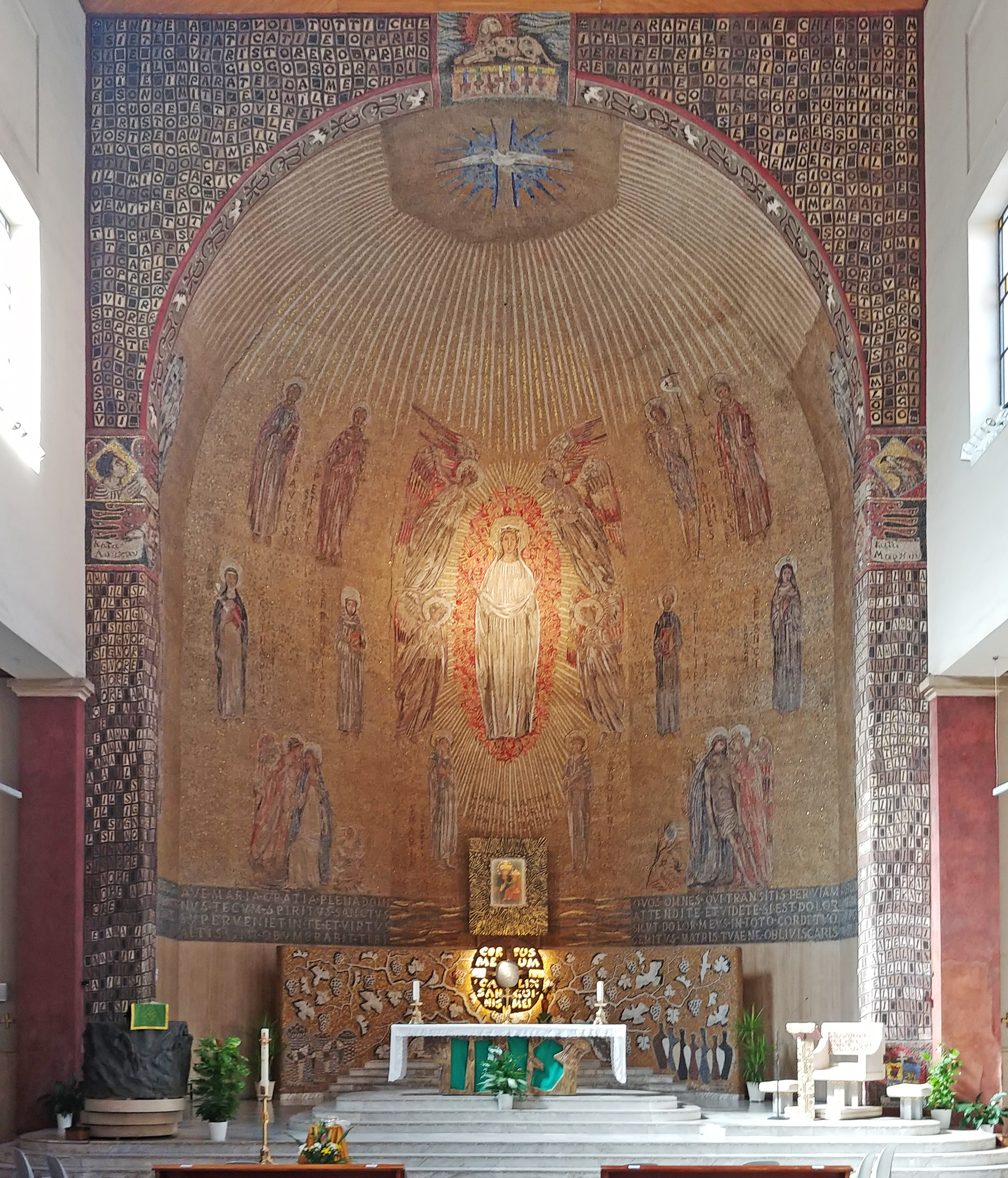
L'abside

Fra le numerose chiese parrocchiali commissionate a Tullio Rossi dal Vicariato di Roma alla metà del XX secolo, quella di Santa Maria della Consolazione è tra le più elaborate: la sua struttura è implementata su una pianta basilicale a tre navate, senza transetto, ed è caratterizzata da un forte richiamo all'epoca paleocristiana ravvisabile nelle arcate della facciata, nelle tre absidi che si aprono nella parete di fondo, nell'impiego del marmo per la pavimentazione e nel ricorso al mosaico per le principali decorazioni parietali.
Una scalinata conduce alla facciata della chiesa, costituita da due ordini ove sono inseriti otto archi ciechi, ad imitazione di un nartece con soprastante loggiato: dei cinque della fascia inferiore, tre costituiscono gli ingressi dell'edificio. Il portale centrale è arricchito da un mosaico realizzato nel 1975. Vi è poi un'iscrizione che ricorda l'edificazione della chiesa: Deo uni et trino in hon. B. Mariae V. de Consolatione A.D. MCMXLIV.
Le navate sono suddivise da due serie di colonne dipinte a finto marmo rosso e terminanti con semplici basamenti e capitelli dorati. Il soffitto ligneo della navata centrale reca al centro lo stemma di papa Pio XII. L'abside è interamente decorata da un grande mosaico di Sergio Selva (1964): al centro sta la figura di Maria circondata da figure di santi e dalla rappresentazione delle città di Nazaret e Gerusalemme. Un altro mosaico con motivi legati alla vite e ai grappoli d'uva è collocato nell'arco trionfale: esso risale al 1980 ed è stato realizzato dal frate cappuccino Ugolino da Belluno.
Sull'alta cantoria in controfacciata, caratterizzata dalla forma ad U, si trova l'organo a canne Chichi opus 165, costruito nel 1971. Lo strumento è a trasmissione elettrica e dispone di 16 registri; la mostra del corpo fonico è costituita da cinque cuspidi di canne di principale dell'ordine dei 12'; la consolle, dotata di due tastiere e pedaliera, è a pavimento nell'aula.